# Новая Ушица
Но́вая У́шица (укр. Нова Ушиця) — посёлок, центр Новоушицкой поселковой общины Каменец-Подольского района Хмельницкой области Украины.

## Географическое положение
Посёлок расположен на реке Калюс (приток Днестра).

## История
До 1829 г. Новая Ушица называлась Летневцы (укр. Літнівці). Первые известия о Летневцах относятся к XV в., когда они ещё входили в состав Польши. В 1748 г. Летневцы получили от короля Августа III привилей на право называться городом и пользоваться магдебургским правом.
После второго раздела Польши в 1793 году императорским указом от 5 июля 1795 г. было учреждено несколько новых уездов, в том числе Ушицкий, в который и вошла Летневская волость (староство).

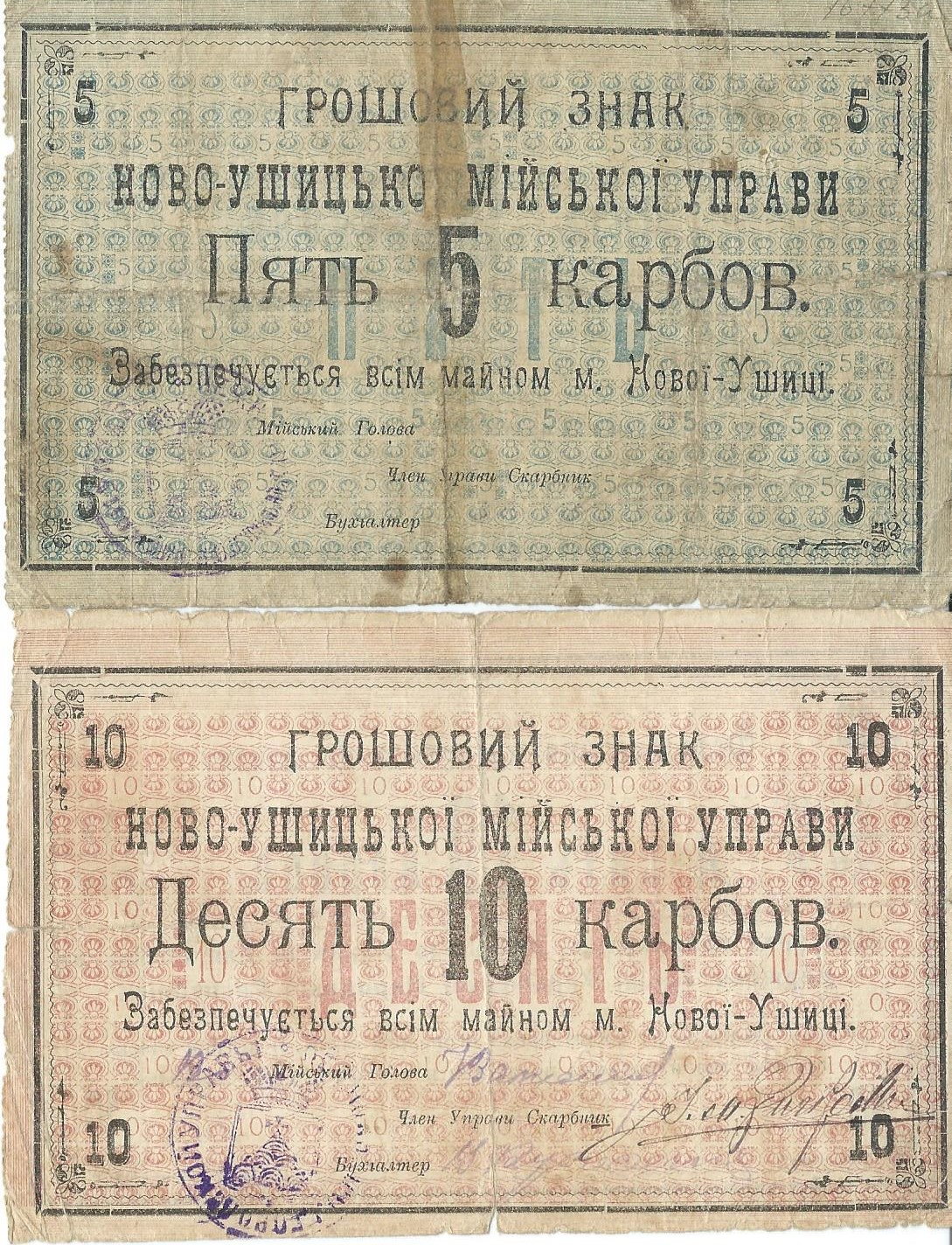
Денежные единицы Новой Ушицы периода УНР, 1919 г.

В 1820 г. в Летневцах проживало 338 человек. В 1878 г. в Новой Ушице было введено новое положение о городском самоуправлении, согласно которому, в городе избиралась городская дума, управа и городской голова. Численность населения постепенно росла: если в 1870 г. она составляла 4502 человека, то по переписи 1899 г. в городе насчитывалось уже 6541 жителей. Основным занятием горожан оставалось земледелие, однако к 1910 г. в Новой Ушице существовало и несколько предприятий: гильзовая фабрика, кирпичный завод, одна паровая и три водяные мельницы, а также два заводика по разливу минеральных вод.
В 1859–1861 гг. в центре города были возведены церковь и католический костёл. 
В 1896 году Новая Ушица являлась уездным городом Подольской губернии, здесь действовали пять водяных мельниц, свечно-сальный завод, дрожжевой завод, двухклассное городское училище с женским отделением и приготовительным классом, городская больница, аптека, типография, литография, православная церковь, костёл, синагога и три еврейских молитвенных дома. Из жителей евреев было 2979, православных — 1886, католиков — 783, старообрядцев — 115, протестантов — 42, прочих исповеданий — 56.
По данным переписи 1897 года в городе жили 6 371 человек, из них 1 836 (28,82 %) указали украинский (в переписи — «малорусский») язык родным, идиш («еврейский») — 2 214 (34,75 %), русский («великорусский») — 2 120 (33,28 %), польский — 178 (2,79 %), другие языки — 23 (0,36 %).
В 1908 г. была открыта Новоушицкая ремесленная школа для подготовки специалистов в области кузнечно-слесарного и столярно-токарного дела. На её основе в 1929 г. был создан Новоушицкий техникум механизации сельского хозяйства.
Во время революции 1917 г. в Новой Ушице в марте был организован совет солдатских депутатов, который затем объединился с советом солдатских депутатов городского гарнизона. В новоушицкой думе главную роль играли эсеры и меньшевики.
12 февраля 1920 г. в Новой Ушице завершился двухнедельный Бредовский поход армии генерала Н. Э. Бредова, прошедшей 400 вёрст от Тирасполя до Новой Ушицы и соединившейся здесь с польской армией.
По данным переписи 1926 года, украинцы составляли 67,1 % населения Новой Ушицы, евреи — 28,4 %, поляки — 3,1 %, русские — 0,8 %. Украинский язык родным назвали 65,6 % населения, еврейский — 28,0 %, польский — 3,0 %, русский — 2,8 %.
В 1929 г. в районе началась массовая коллективизация, и годом позже в Новой Ушице, пониженной теперь до статуса посёлка городского типа, был создан колхоз им. ІІІ Интернационала. В 1930 же году там появилась первая в округе машинно-тракторная станция, имевшая 20 тракторов.
Поскольку Новая Ушица находилась недалеко от границы, то с началом Великой Отечественной войны она уже 14 июля 1941 г. оказалась оккупированной немцами. 13 июля возле расположенного рядом с Новой Ушицей села Филяновка произошёл бой между артиллеристами 680-го стрелкового полка 169-й стрелковой дивизии и немецкими танками, рвавшимися к городу. В ходе боя было подбито 4 немецких танка.
Во время оккупации немцами было расстреляно более 2 тысяч жителей Новой Ушицы, подавляющий процент которых составляли евреи. В ходе войны в городе действовала подпольная организация, а в 1943—1944 гг. здесь периодически появлялся партизанский отряд им. Щорса.
В марте 1944 г. Новая Ушица была освобождена силами 100-й и 151-й дивизий 67-го стрелкового корпуса 38-й армии.
В 1974 году здесь действовали консервный завод, кирпичный завод, инкубаторная станция и техникум механизации сельского хозяйства.
В мае 1995 года Кабинет министров Украины утвердил решение о приватизации находившихся здесь консервного завода и райсельхозтехники, в июле 1995 года было утверждено решение о приватизации инкубаторной станции и райсельхозхимии.

## Население
По данным переписи 1926 года, украинцы составляли 67,1 % населения Новой Ушицы, евреи — 28,4 %, поляки — 3,1 %, русские — 0,8 %.
В январе 1989 года численность населения составляла 4891 человек.
На 1 января 2013 года численность населения составляла 4353 человека.

### Языковой состав
Родной язык населения по данным переписи 1897 года:
| Язык                       | Численность, чел. | Доля     |
| -------------------------- | ----------------- | -------- |
| Идиш («еврейский»)         | 2 214             | 34,75 %  |
| Русский («великорусский»)  | 2 120             | 33,28 %  |
| Украинский («малорусский») | 1 836             | 28,82 %  |
| Польский                   | 178               | 2,79 %   |
| Другие                     | 23                | 0,36 %   |
| Итого                      | 6 371             | 100,00 % |

По данным переписи 1926 года, украинский язык родным назвали 65,6 % населения, еврейский — 28,0 %, польский — 3,0 %, русский — 2,8 %.
Родной язык населения по данным переписи 2001 года:
| Язык       | Численность, чел. | Доля     |
| ---------- | ----------------- | -------- |
| Украинский | 4 460             | 97,87 %  |
| Русский    | 89                | 1,95 %   |
| Другое     | 8                 | 0,18 %   |
| Итого      | 4 557             | 100,00 % |

Украинский язык является основным и единственным официальным языком посёлка.

## Транспорт
Находится в 48 км от железнодорожной станции Дунаевцы на линии Ярмолинцы—Ларга.